# 그릴뤼르드나르
그릴뤼르드나르(아이슬란드어: Grýlurnar)는 아이슬란드의 여성 록 밴드이다. 멤버 전원이 여성인 밴드로, 보컬리스트이자 피아니스트 라근힐뒤르 기슬라도티르, 베이시스트 헤르디스 하들바르다르도티르, 기타리스트 잉가 룬 파울마르스도티르, 드러머 린다 비외르크 흐레이다르스도티르로 구성되어 있다.

## 역사
1981년 2월, 브림클로(아이슬란드어: Brimkló)는 다그블라디드를 통해 라근힐뒤르 기슬라도티르의 탈퇴 소식을 전하였다. 브림클로의 멤버인 비외르그빈 하들도르손은 그 이유로 라근힐뒤르가 가진 다른 계획 및 7인조 밴드 유지의 어려움 등을 언급했다. 이틀 후 라근힐뒤르가 같은 신문사에 올린 여성 드러머 베이스 연주자 모집 글에서 "계획대로라면 봄에 연주를 시작할 수 있을 것"이라 얘기했다. 4년 동안 여성 밴드를 해보려는 생각을 가지고 있었던 라근힐뒤르는 그 이유로 "여기에서는 그런 일이 일어난 적이 없었고, 지금 시도하면 재밌을 것"이라고 말하며 남성들이 팝 시장을 독점하며 그룹에 여자가 한 명만 있는 상황을 바꾸고 싶다고 덧붙였다. 기사를 보고 약 50명의 사람이 연락을 했지만, 대부분이 악기를 배운 적이 없지만 밴드에서 연주하고 싶은 소녀나 딸을 교육시키고 싶은 어머니들이 대부분이었다. 결국 라근힐뒤르는 지원자들의 악기 연주를 들은 후 멤버를 선정했다. 그릴뤼르드나르라는 이름은 어린 여자들을 부를 때 사용하는 아이슬란드 단어에서 유래했다.
베이스 연주자인 헤르디스 하들바르다르도티르는 트롬본, 바순, 오보에, 리코더와 피아노 등을 연주할 수 있었지만 전화교환원으로 일하고 있었다. 잉가 룬 파울마르스도티르는 위플리프팅그(아이슬란드어: Upplyfting)에서 가수로 활동한 적이 있었으며, 드러머인 린다 비외르크 흐레이다르스도티르는 낮에는 에이라르바키에서 수산물 가공업을, 저녁 및 주말에서는 레이캬비크에서 밴드 합주에 참여하였다. 세 명은 대개 자신의 집에서 악기 연습을 하였으며, 밴드를 결성하고 연습한지 보름 정도 후인 4월 18일 레이캬비크의 외이스튀르바이야르비오에서 첫 공연을 가졌다. 많은 언론들이 그뤼리르드나르의 공연이 가장 기대된다고 언급했지만, 공연 후 다그블라디드의 시귀르뒤르 스베리손은 "반밖에 얼지 않은 고드름"이라고, 비시르의 요나탄 가르다르손은 "잘 해낸 부분도 있지만, 비판할 부분도 많다"고 평했다.
하지만 이후의 공연들에 대해선 호평이 이어졌다. 요나탄은 4월 30일자 공연에서 밴드가 첫 콘서트 이후 확실히 좋아졌다고 리뷰하였고, 다그블라디드는 6월 공연에 대해 "기술적인 문제가 없다"라며 "최근에 얼마나 많은 성과를 냈는지에 대한 만족감을 표하고 싶다"라고 표현하였다.

## 음악 스타일 및 반응
라근힐뒤르는 첫 공연에서의 인터뷰에서 밴드의 음악 스타일을 "밝은 록"(létt rokk)이라고 정의했다. 그리고 주로 1960년에서 1965년 사이의 음악과 신곡들을 연주하였다.

## 멤버
- 라근힐뒤르 기슬라도티르 – 보컬, 피아노
- 헤르디스 하들바르다르도티르 – 베이스
- 잉가 룬 파울마르스도티르 – 기타
- 린다 비외르크 흐레이다르스도티르 – 드럼

## 디스코그래피

### 정규 음반
- 《Grýlurnar》 (1981)
- 《Mávastellið》 (1983)

### 사운드트랙
- 《Með Allt Á hreinu》 (1982)